# Die geliehene Zeit
Die geliehene Zeit, zweiter Band der Highland-Saga, ist ein Roman von Diana Gabaldon, der 1992 unter dem englischen Titel Dragonfly in Amber erschien. Er erzählt von den Bemühungen von Claire und Jamie, den Jakobitenaufstand zu verhindern, von dem Claire weiß, dass er für die Schotten katastrophal enden wird. Auf Deutsch erschien der Roman in der Übersetzung durch Sonja Schumacher erstmals 1996.

## Inhalt

### Inverness, Schottland, 1968
Im Jahr 1968 kümmert sich Roger Wakefield, Assistenzprofessor für Geschichte in Oxford, in Inverness um den Nachlass seines kürzlich verstorbenen Stiefvaters, Reverend Reginald Wakefield. Er wird von Claire Randall und ihrer 19-jährigen Tochter Brianna, häufig auch Bree genannt, aufgesucht. Claires Mann Frank Randall ist vor zwei Jahren gestorben. Er war Historiker und mit dem Reverend befreundet, der Hobbyhistoriker war. Claire will ihrer in Amerika geborenen Tochter Schottland zeigen und bittet Roger um einen Gefallen: Sie möchte wissen, wie viele Männer auf ihrer Liste mit Namen von Kämpfern aus der Schlacht von Culloden im Jahr 1746 diese überlebt haben. Dort wurden die Jakobiten unter Charles Edward Stuart vernichtend geschlagen; der Ort des Schlachtfelds ist nun eine Gedenkstätte in der Nähe von Inverness.
Roger findet bei seinen Recherchen zunächst keinen der Männer auf der Liste, der mit Sicherheit in Culloden gestorben ist. Er findet aber den Namen ihres Anführers, Captain James Fraser. Claire erzählt ihm, dass dieser Mann in Culloden gestorben sei, und bittet ihn, dessen Namen gegenüber Brianna nicht zu erwähnen.
Brianna hilft Roger bei der Recherche, einer Tätigkeit, die sie von Frank gelernt hat. Roger verliebt sich in Brianna.
Roger entdeckt einen Zeitungsbericht aus dem Jahr 1948, der von der Rückkehr der fast drei Jahre zuvor verschwundenen Claire handelt. Er rechnet zurück und erkennt, dass Claire zu diesem Zeitpunkt schwanger war und somit Frank nicht Briannas Vater sein kann. Im Tagebuch des Reverends findet er Einträge aus dieser Zeit zu Jonathan Randall und James Fraser, nach denen ihn Frank gefragt hatte; so etwa, dass Jonathan bei St. Kilda begraben ist, gestorben in der Schlacht von Culloden.
Bei einem Besuch von St. Kilda stößt Claire auf einen Grabstein mit der Inschrift „James Alexander Malcolm Mackenzie Fraser, liebender Ehemann von Claire“. Sie eröffnet Brianna und Roger, dass sie diese Claire ist und der Mann auch der Vater von Brianna ist. Brianna weigert sich, das zu glauben.

### Le Havre und Paris, Frankreich, 1744
Ursprünglich wollten Claire und Jamie nach Rom zu Charles, um den zweiten Aufstand der Jakobiten, im Jahr 1745, so zu beeinflussen, dass es nicht zur vernichtenden Niederlage in Culloden und der Repression der Highlander durch die Engländer kommen würde. Aber Charles war nach Frankreich unterwegs, um dort um Unterstützung für sein Vorhaben zu werben, den Thron Großbritanniens zu erringen.
Über einen Onkel von Jamie kommt das Angebot von James Stuart, Charles’ Vater, dass Jamie Charles in Paris unterstützen solle. Jamie nimmt an – wo kann eine Rebellion besser gestoppt werden als an der Seite ihres Anführers?
Auf dem Weg nach Paris besuchen Claire und Jamie dessen Cousin Jared Munro Fraser, einen Händler von Alkoholika, der in Le Havre ein Lager sowie in Paris ein Wohnhaus hat und der die Pariser Gesellschaft sehr gut kennt. Da Jared für sechs Monate auf Geschäftsreise gehen will, macht er Jamie das Angebot, solange die Geschäfte in Paris für ihn zu führen, und im Gegenzug nicht nur ein Gehalt zu bekommen, sondern auch das Stadthaus in Paris nutzen zu dürfen, inklusive der Bediensteten. Jamie nimmt auch dieses Angebot an.
Jareds größter Geschäftskonkurrent ist der Comte St. Germain. Durch Claires Einmischung verliert dieser fast ein Jahreseinkommen, da aufgrund von ihrer Diagnose von Pocken eines Seemanns das Schiff des Comte inklusive Ladung verbrannt werden muss.
Charles lebt zurückgezogen in Paris. Er hat ein Verhältnis mit der verheirateten Prinzessin Louise de La Tour de Rohan. Seine Anwesenheit in Paris zielt darauf ab, über König Louis und die französischen Banken an Geld zu kommen. Die Idee von Jamie zur Verhinderung der Revolution ist es, über den Weinverkauf an die Manager der Banken hier Einfluss zu nehmen.
Claire und Jamie veranstalten fast jeden Abend ein Essen, zu dem die unterschiedlichsten Gäste kommen. Claire macht die Bekanntschaft von Maitre Raymond, der im Rufe steht, im Zentrum eines kabbalistischen, okkulten Zirkels zu stehen.
Jamie bekommt schließlich eine Einladung zu einem Ball in Versailles, wo Claire in einem atemberaubenden Kleid erscheint. Der Plan: Die potenziellen Unterstützer von Charles können Jamie, den sie ja als Schotten kennen, nach Charles fragen, und er könnte ihnen diskret versichern, dass die meisten Schotten dafür zahlen würden, die Stuarts nicht wiederzubekommen.
Am Tag nach dem Ball, immer noch in Versailles, meinen Claire und Jamie, Jonathan zu sehen – es ist aber sein jüngerer Bruder Alexander Randall, der Sekretär des Herzogs von Sandringham.
Bei einer Gesellschaft bei Louise lernt Claire Mary Hawkins kennen, eine 15-jährige Engländerin, deren Namen Claire von Franks Stammbaum kennt – dort aufgeführt als Ehefrau von Jonathan, Heirat im Jahr 1746. Allerdings soll Mary mit dem Vicomte Marigny verlobt werden.
Claire wird gewarnt, dass St. Germain verbreiten würde, sie sei eine Hexe.
Vom Königlichen Gesangsmeister, Johannes Gerstmann, wird Claire auf Mutter Hildegarde de Gascogne aufmerksam gemacht, die Leiterin des Armenhospitals. Weil Claire sich unausgelastet fühlt und wieder etwas arbeiten möchte, hilft sie dort nachmittags bei der Behandlung der Kranken, hält sich aber wegen ihrer Schwangerschaft von Kranken mit ansteckenden Krankheiten fern.
Jamie nimmt den 9- oder 10-jährigen Claudel, genannt Fergus, in seinen Dienst, um ihn die Korrespondenz von Charles stehlen zu lassen – im Gegenzug für Kleidung, Unterkunft, 30 Ecus pro Jahr und die Zusicherung lebenslanger Unterstützung im Falle des Verlusts einer Hand. Fergus ist dabei sehr geschickt; fast täglich bringt er Briefe, die Claire dann hastig kopiert. Fergus wurde im Bordell geboren und hat auch dort gelebt; seine Mutter kennt er nicht.
Trotz Verschlüsselung und Codeworten gelingt es Claire und Jamie, an die Inhalte der Briefe zu kommen. Es scheint so, als wolle James Stuart nur dafür sorgen wollen, dass Charles in Paris als Gentleman leben könne, aber nicht, ihn bei einer Invasion zur Rückeroberung des englischen Throns zu unterstützen.
Claire entschlüsselt zusammen mit Mutter Hildegarde, die ein musikalisches Wunderkind war, eine Botschaft, die in einem Notenblatt mit deutschem Text verborgen ist: Die englischen Unterstützer von Charles versprechen ihm 50.000 Pfund Sterling, wenn er den Fuß auf englischen Boden setzt – das Jahreseinkommen eines großen Herzogtums.
Eines Tages bleiben Claire und Mary bis spätabends im Hospital. Auf dem Heimweg, begleitet von Murtagh und Fergus, werden sie von drei Maskierten überfallen – nicht von gewöhnlichen Straßenräubern, wie Claire anhand der Kleidung und der Reden schließt. Sie merkt sich ein Detail: ein Schönheitsfleck an der manikürten Hand des Mannes, der sie festhält. Murtagh wird außer Gefecht gesetzt; Fergus ist weggelaufen, um Hilfe zu holen. Mary wird vergewaltigt und erleidet einen Schock. Schließlich lassen die Maskierten von den Frauen ab, als einer von ihnen in Claire La Dame Blanche zu erkennen glaubt, eine Zauberin.
Nach der Vergewaltigung versorgt Claire Mary medizinisch und bringt sie im Haus von Jared unter. Während der Dinnerparty an diesem Abend wacht Mary auf, noch unter Schock stehend und in ihren zerrissenen, blutigen Kleidern, und fängt an zu schreien. Die Bemühungen von Alexander sehen für die Gäste so aus, als wenn er sie bedrängen würde – der Skandal ist perfekt.
Jamie legt Murtagh den Eid auf, die Täter zu finden und zu töten.
Claire hört von Gerüchten, dass St. Germain zu Les Disciples du Mal gehören würde, die möglicherweise sie und Mary überfallen haben.
Jamie möchte Jonathan zum Duell fordern. Claire fürchtet, dass nach dem Tod von Jonathan Frank niemals leben würde. Jamie verspricht ihr, ein Jahr zu warten, bis er Jonathan töten werde.
Charles beteiligt sich mit 15.000 Livres, die er bei einer italienischen Bank geliehen hat, an einem Geschäft von St. Germain: Dieser will die gesamte Produktion eines Portweins aus Portugal aufkaufen, der die Qualität der bekannten Weine übertreffen soll. Um das Geschäft scheitern zu lassen, soll Murtagh in Portugal auf das betreffende Schiff gehen und eine Pockenerkrankung vortäuschen; Jamie, getarnt als Kaufmann, würde den Kapitän vor dem Verlust seiner Ladung bewahren, indem er sie ihm abkaufen und dann weiterverkaufen würde. So hätten Charles und St. Germain einen Totalverlust.
Entgegen seines Versprechens wird sich Jamie doch schon jetzt mit Jonathan mit Schwertern duellieren. Claire hört von dem Vorhaben und will es verhindern – entweder würde Jamie sterben, oder durch den Tod von Jonathan auch Frank. Als sie die Lichtung im Wald erreicht, ist das Duell bereits im Gange. Jonathan ist zwar verletzt, hat es aber überlebt – also würde Frank auch leben. Claire erleidet eine Fehlgeburt. Mutter Hildegarde tauft das Mädchen auf den Namen Faith. Im Krankenhaus wird Claire von Raymond besucht, der ihren dramatisch schlechten Zustand durch eine Art Handauflegen entscheidend verbessert. Erst während ihrer Genesung im Landhaus von Louise erfährt sie, dass Jamie in der Bastille einsitzt – wegen des Duells, durch das er gegen eine königliche Anordnung verstoßen hat, und nun kann er nur gegen eine weitere solche freikommen. Claire bleiben 4 Tage, um seine Freilassung zu erreichen, denn spätestens dann muss er sich auf den Weg nach Oviedo machen, um den Plan mit dem Portwein umzusetzen. Über Mutter Hildegarde und Herrn Gerstmann bekommt sie eine private Audienz beim König. Er ist bereit, Jamie freizugeben; Jamie muss Frankreich aber dann verlassen; seine Begnadigung in Schottland würde arrangiert werden. Dafür muss sich Claire dem König hingeben. Zuvor soll sie als La Dame Blanche entweder Raymond oder St. Germain als Zauberer entlarven. Dabei tötet Raymond St. Germain unbemerkt mit Gift.
Claire erfährt von Fergus, dass sich Jonathan an ihm vergangen hat und Jamie dazu kam, was der Auslöser für das Duell war.
Jamie wird freigelassen und schafft es rechtzeitig nach Oviedo; der Plan mit dem Portwein geht auf. Damit scheinen sich die Ambitionen von Charles erledigt zu haben. Jamie, Claire, Murtagh und Fergus begeben sich nach Lallybroch, Jamies Stammsitz.

### Schottland, 1745
Nach einigen harmonischen Monaten dort trifft Post von Charles ein. Er entschuldigt sich dafür, dass er ein Dokument nicht an Jamie zur Unterzeichnung geschickt habe, das dessen Namen als Unterstützer aufweist: die Forderung der Krone für die Königreiche Schottland, England und Irland für Charles. Damit wird Jamie zum Rebellen und Verräter der englischen Krone. Es bleibt ihm keine Wahl, er muss nun Charles unterstützen. Nachdem dieser mit lediglich 7 Begleitern in Schottland eingetroffen ist, mit lediglich einer kleinen Anzahl an Breitschwertern als einziger Bewaffnung, schicken ihm die Clans ihre Männer.
Auch Jamie stellt eine Truppe zusammen und macht sich auf den Weg; sein Schwager Ian ist nicht dabei, aber Claire, Murtagh, Fergus und 30 Männer. Eines Abends versucht der 16-jährige Engländer William Grey Jamie zu ermorden, da er glaubt, dieser würde eine Engländerin – Claire – gefangen halten. Indem Jamie mitspielt und Claire „bedroht“, bringt er Grey dazu, Details zu der englischen Truppe preiszugeben, mit der dieser unterwegs ist. Jamie schenkt ihm das Leben, und Grey akzeptiert das als eine Ehrenschuld.
Im September 1745 kommt es zur ersten Schlacht. Charles’ Jakobiten siegen bei Prestonpans gegen eine englische Übermacht, die sie im Schlaf überraschen können. Charles kehrt triumphierend nach Edinburgh zurück. Dort trifft Claire auf Clanführer Colum, der sie für ihre Gefangennahme in Cranesmuir um Verzeihung bittet. Sie verzichtet auf die Umsetzung seines Vorschlags, Laoghaire für ihren damaligen Verrat bestrafen zu lassen – diese hat mittlerweile Hugh MacKenzie of Muldaur geheiratet, einen von Colums Lehensmännern. Sie gibt Colum, dem es mittlerweile gesundheitlich schlecht geht, eine Ampulle mit Cyanid. Jamie rät Colum, nach Leoch zurückzukehren und Charles nicht zu unterstützen. Colum will Charles seine Entscheidung am folgenden Tag mitteilen, verstirbt aber in der Nacht eines natürlichen Todes. Als Clanführer folgt ihm sein Bruder Dougal nach, der treu zu Charles steht.
Eines Abends taucht Jonathan bei Claire auf. Er bittet sie um medizinische Hilfe für seinen Bruder, dessen Gesundheitszustand sich verschlechtert hat. Im Gegenzug würde er ihr über die Pläne und Bewegungen der englischen Truppen berichten. Schweren Herzens stimmt Claire zu. Die Untersuchung von Alexander zeigt, dass er Tuberkulose sowie eine Herzschwäche hat und wohl kein Jahr mehr leben wird. Claire gibt von nun an die militärischen Informationen als „Gerüchte“ an Jamie weiter.
Als die Belagerung von Stirling Castle zum Erfolg führt, beschließt Charles euphorisch, nach England zu marschieren, um nun alle ehemaligen Ländereien seines Vaters zurückzuerobern. Auch seine Anführer können ihn nicht umstimmen, trotz ihrer Argumente, dass sie zwar der Norden des Landes unterstützen würde, der Süden aber kaum, und dass seine Männer größtenteils Bauern seien, die sich bald wieder um ihre Höfe kümmern müssten.
Jamie wird befohlen, nach Beauly im Norden zu seinem Großvater, Lord Simon Lovat, zu gehen, um die Männer des Fraser-Clans zu holen. Auf Jamies Befehl setzen sich seine Männer aus Lallybroch sowie Fergus einzeln aus der Armee ab, um nach Hause zu gehen. Nach einigen Wochen entscheidet sich Lord Simon, Charles zu unterstützen. Er schickt seinen Sohn Simon mit 170 Männern nach Edinburgh, wohin sich Charles erneut zurückgezogen hat.
Jamie und Claire gehen nach Lallybroch. Dort erfahren sie, dass ihre Männer als Deserteure im Gefängnis Tolbooth in Edinburgh einsitzen. Zurück in Edinburgh, erwartet sie die Nachricht, dass Dougal Charles 250 Männer und 10.000 Pfund Sterling gebracht hat. Das Geld stammt von Geillis Duncan, die es gestohlen hat.
Jamie geht in Begleitung von Simon und Dougal nach Stirling Castle, um Charles um die Freilassung seiner Männer zu bitten. Claire bleibt in Edinburgh und trifft zufällig auf Mary, die sich heimlich nachmittags um Alexander kümmert. Claire trifft auch Jonathan, der ihr erzählt, dass ein Heer von 8.000 Engländern unterwegs sei, um Stirling Castle zurückzuerobern, und täglich mit der Unterstützung von 6.000 Hessen zu rechnen sei, sowie möglicherweise von 1.000 Männern vom Campbell-Clan. Dem gegenüber stehen höchstens 2.000 Männer der Highland-Armee. Just als Claire sich zu Jamie nach Stirling aufmachen will, trifft sie auf die Männer aus Lallybroch – auf eine Nachricht von Charles wurden sie freigelassen. Nun begeben sie sich alle nach Stirling.
Südlich von Stirling Castle, bei Falkirk, kommt es zu einem kleinen Gefecht zwischen MacKenzies und nachrückenden Engländern. Jamie, Dougal und eine Handvoll Männer flüchten in die kleine Kirche, in die sich bereits Claire zurückgezogen hat. Als die Engländer sie entdecken und auffordern, sich zu ergeben, entgegnen die Männer, dass sie eine Engländerin in ihrer Gewalt hätten. Sie übergeben Claire und können unbehelligt abziehen.
Claire wird verhört und unter Bewachung „nach Süden“ geschickt, da sie offensichtlich von „Red Jamie Fraser“ festgehalten wurde. Es gelingt ihr zwar, ihre wahre Identität zu verheimlichen, aber nicht, der Bewachung zu entkommen. Schließlich erreicht sie Bellhurst Manor, wo der Herzog von Sandringham sie natürlich wiedererkennt, war er ihr doch schon in Leoch und Paris begegnet. Claire erfährt, dass der Herzog seinen Diener Albert Danton in Paris beauftragt hatte, sie zu töten – dies führte zu dem Überfall auf sie und Mary. Auch der damalige Anschlag auf Jamies Leben geht auf Sandringhams Konto; und Jonathan arbeitet ebenfalls für Sandringham. Der Grund für diese Aktivitäten war, dass Sandringham den Eindruck gewonnen hatte, dass Claire und Jamie gegen Charles gearbeitet hätten. Sandringham war auch der Verfasser der musikalischen Botschaft mit dem Versprechen von 50.000 Pfund Sterling für Charles – offenbar ein perfekt getarnter Jakobit, was er aber nicht bestätigt. Während der Unterhaltung sieht Claire draußen vor dem Fenster ihren Bekannten Hugh Munro. Er macht ihr Zeichen, dass er Hilfe holen würde. Kurze Zeit später wird er von Sandringhams Leuten gefasst und gehängt.
Mary, deren Pate Sandringham ist, befindet sich ebenfalls im Haus, da ihr ein neuer Bräutigam ausgesucht wurde, der sie hier besuchen soll.
In der Nacht kommt Jamie mit einigen Männern und befreit Claire aus der Gefangenschaft. Sie wurden von Hughs Stiefsohn benachrichtigt, der Hugh begleitet hatte. Mary besteht darauf, mit ihnen zu gehen. Sie bringen Hughs Leichnam zu dessen Frau. Murtagh überrascht dort alle, da er den Kopf von Sandringham in einer Satteltasche dabei hat. Er hat damit seinen Eid erfüllt, den er Jamie in Paris geschworen hatte.
Zurück in Edinburgh, bitte Alexander Claire und Jamie zu sich: Sie werden Trauzeugen, als er Mary mit seinem Bruder verheiratet, damit sie versorgt ist. Am selben Tag stirbt er.
Zwischenzeitlich hatte die Highlandarmee in der Schlacht bei Falkirk gesiegt, und die Engländer hatten es nicht geschafft, Stirling Castle zurückzuerobern. Die Highlandarmee, erschöpft und hungrig aufgrund der kargen Versorgung, ist auf dem Weg nach Culloden.
Jamie und Claire erfahren in Culloden House, dass ihre Armee bereits vor mehr als zwei Wochen ihre Pferde gegessen hat. Beiden wird klar, dass es offenbar, trotz all ihrer Bemühungen, zur Schlacht von Culloden Field mit ihren heftigen Auswirkungen kommen wird. Charles lässt sich von keinem seiner Anführer umstimmen. Claire und Jamie diskutieren über die Möglichkeit, Charles zu ermorden. Dougal wird Zeuge dieses Gesprächs, beschimpft Claire als Hexe und will sie töten. Jamie geht dazwischen und ersticht Dougal mit dessen Dolch.
Claire und Murtagh unterschreiben als Zeugen Jamies Übertragungsurkunde seines Besitzes Broch Tuarach an den kleinen Jamie, den Sohn von Jamies Schwester Jenny. Sie ist rückdatiert auf einen Monat vor der Landung von Charles in Schottland. Fergus soll sie zu Jenny bringen.
Jamie führt Claire zum Craigh na Dun. Claire möchte mit ihm in der Schlacht sterben, doch er sagt ihr, dass ihre letzte Monatsblutung vor 46 Tagen war, sie also schwanger sei, und dass das Kind leben soll, wo er doch morgen sterben wird. Claire willigt ein. Sie soll das Kind Brian nennen, nach Jamies Vater. Sie geht in den Steinkreis.

### Inverness, Schottland, 1968
Claire erzählt Brianna, dass es eine schwierige Schwangerschaft und eine gefährliche Geburt war, nach der sie im 18. Jahrhundert wohl beide gestorben wären. Brianna glaubt nicht daran, dass sie Jamies Tochter ist.
Claire erzählt Roger von seinen Vorfahren. Der Reverend hat Roger dessen Stammbaum hinterlassen, der an einer Stelle falsch ist: William Buccleigh MacKenzie, geboren 1744, Sohn von William John MacKenzie und Sarah Innes, soll 1782 gestorben sein; er starb aber im Alter von zwei Monaten an den Pocken, und seine Eltern adoptierten den Sohn von Geillis. Der Vater des Kindes war Dougal, daher musste Geillis sterben, nicht wegen Hexerei, denn Colum konnte nicht zulassen, dass eine außereheliche Beziehung seines Bruders bekannt wurde.
Claire hätte die Möglichkeit, Geillis – 1968 noch Gillian Edgars – in Inverness zu finden und ihr von ihrem Tod im Feuer zu erzählen. Aber was würde aus Roger, wenn Geillis ihren Sohn nicht bekommen würde? Roger entscheidet, trotzdem nach Gillian zu suchen. Deren Mann, Greg Edgars, hat sie seit einigen Wochen nicht gesehen, und er weiß auch nichts von ihrem Aufenthalt.
Gillian hatte Kurse am Institute for the Study of Highland Folklore belegt. Claire stiehlt dort Gillians Notizbuch – ein Grimoire, ein Buch mit magischem Wissen. Dort liest Claire über Gillians Spekulationen: dass Feuer und/oder Blut für eine Passage durch die Steine notwendig sei und dass die Passage zu Beltane, im irischen Kalender der Sommeranfang, möglich sei. Wenige Tage später, in der Nacht auf Beltane, fahren Claire, Brianna und Roger zum Craigh na Dun. Dort treffen sie auf Gillian, die ihren Mann verbrannt hat – Feuer und Blut – und in den Steinkreis geht.
Auch Brianna und Roger sind für die Steine empfänglich. Brianna glaubt ihrer Mutter nun.
Roger findet anhand seiner Unterlagen heraus, dass Jamie nicht in Culloden gefallen ist.